# جری بوهلندر
جری بوهلندر (انگلیسی: Jerry Bohlander؛ زادهٔ ۱۲ فوریهٔ ۱۹۷۴) ورزشکار هنرهای رزمی ترکیبی اهل ایالات متحده آمریکا است.